# Дубровских, Игорь Евгеньевич
И́горь Евге́ньевич Дубро́вских (род. 27 марта 1975, Краснодар, СССР) — российский футболист, полузащитник.

## Карьера
Начинал свою карьеру в дубле московского «Локомотива», где его партнёрами были Владимир Маминов и Олег Пашинин. В 1993 году, в 1998—1999 годах и в 2001—2004 годах выступал за ижевские «Зенит» и «Газовик-Газпром». В 1994—1997 годах был игроком «Нефтехимика». В Высшей лиге выступал за «Ротор» в 2000 году. В 2005 году подписал контракт с «Амуром». 2006 год провёл в «Волгарь-Газпроме» и махачкалинском «Динамо», после чего завершил карьеру.
После окончания карьеры футболиста работал в клубе «Краснодар» в качестве администратора, тренера команды академии, заместителя директора центра подготовки резерва, директора базовой школы академии.